# Big Narstie
Тайрон Марк Линдо (англ. Tyrone Mark Lindo; род. 16 ноября 1985 года, Лондон, Англия, Великобритания), известный под сценическим псевдонимом Big Narstie, — британский рэпер, певец, автор песен, комик, актёр и телеведущий. Он начал свою карьеру в 2002 году как участник грайм-группы «N Double A», но более известен как сольный исполнитель и интернет-персонаж, выступающий с комедиями, связанными с грайм-музыкой и окружающей культурой. Он также известен тем, что ведёт собственное ток-шоу The Big Narstie Show.

## Карьера

### 2000-е
Narstie начал свою трудовую деятельность в качестве дрессировщика собак в своём родном городе Ламбет. В 2007 году Big Narstie подписал контракт с независимым лейблом Dice Recordings. Его трек «Brushman» также был назван журналом RWD «Песней года». Трек, в котором использовались семплы Coldplay, получил поддержку ведущих радиостанций.
Big Narstie принимал участие в записях, в том числе в песне Professor Green «Before I Die Remix» и альбома N-Dubz «N-Dubz vs N.A.A». Big Narstie продолжил записывать и выпустил ещё три микстейпа BIG NARSTIE: Mind of a Fat Guy, Drugs and Chicken и I’m Betta Than U, в которых приняли участие Giggs, Scorcher и Wretch 32.

### 2010-е
В феврале 2012 года Big Narstie выпустил свой первый микстейп под названием Pain Overload. Вскоре после этого, в июле, Pain Is Love был выпущен для бесплатного скачивания на SB.TV. Первый официальный мини-альбом Big Narstie #PAIN был выпущен в октябре и занял 5-е место в британском чарте хип-хопа на iTunes. В 2012 году он получил премию Urban Music Award (UMA) за лучший грайм-проект, обойдя таких исполнителей, как Skepta, Lethal Bizzle и Dot Rotten.
В 2013 году Big Narstie выпустил свой второй мини-альбом Don’t Fuck Up the Base. Мини-альбом Big Narstie стал самым продаваемым мини-альбомом в стиле грайм в 2013 году. Он также провёл вечеринку в честь выпуска EP Don’t Fuck up the Base, на которой выступили музыкальные исполнители Flirta D, Mic Righteous, Scrufizzer, Kozzie и диджеи DJ Cameo, Charlie Sloth, DJ Logan Sama.
Он выступал на нескольких фестивалях по всей Европе, включая The Wireless Festival, A Day in Dam с English Frank и Black The Ripper, фестиваль хип-хопа Kemp в Чехии и фестиваль The Outlook в Хорватии. Он также второй год подряд получал награду UMA 2013 за лучшее исполнение в стиле грайм. В конце 2013 года он выпустил мини-альбом Hello Hi. с True Tiger. В 2013 году Noisey назвали Big Narstie своим именем. Он также подвёл итоги года в журнале Fact.
В 2014 году Big Narstie выпустил What’s the Story Brixton Glory Part II, в котором он перепел различные классические композиции брит-попа таких исполнителей, как Oasis. Затем он отправился в турне по Великобритании в поддержку Base Defence League (BDL), в котором его поддерживали многие музыканты.
Big Narstie участвовал в записи сингла Крейга Дэвида «When the Bassline Drops», который был выпущен 27 ноября 2015 года. Песня имела коммерческий успех, вошла в топ-10 Великобритании и получила золотой сертификат. В 2017 году он читал рэп в сингле Enter Shikari «Supercharge».
В 2017 году он сотрудничал с Робби Уильямсом и Atlantic Horns в работе над песней «Go Mental».
Channel 4 объявил, что они заказали «The Big Narstie Show» после его выступлений в Gogglebox: Celebrity Special для Stand Up To Cancer и The Big Fat Quiz of the Year 2017. В 2019 году он снова появился в Big Fat Quiz, на этот раз в Big Fat Quiz Of Everything.
В первом сезоне шоу приняли участие Эд Ширан, Джонатан Росс, Дэвид Швиммер, Дэвид Хэй и Кит Лемон, которые присоединились к ведущим Big Narstie и Мо Гиллигану.
Программа имела большой успех у зрителей, а «The Big Narstie Show» стало одной из самых популярных программ Channel 4 для молодой аудитории. Доля зрителей в возрасте от 16 до 24 лет увеличилась на 94 %, доля зрителей из числа представителей этнических меньшинств — на 129 %, а доля чернокожей аудитории — на 144 %. Шоу продолжалось в течение пяти сезонов и в 2021 году получило телевизионную премию BAFTA за лучшую комедийную развлекательную программу.
В 2018 году Big Narstie также появился в программе «Good Morning, Britain», где зачитывал прогноз погоды, который стал вирусным. Он также появился в программе «Хрустальный лабиринт знаменитостей» в рамках кампании Stand Up To Cancer, «Celebrity Juice», «Would I Lie To You?» и «The Chris Ramsey Show». Он также снялся в популярном фильме «Фестиваль».
В 2018 году Big Narstie оказался в центре скандала во время шоу «Britain’s Got Talent», когда он, по-видимому, толкнул участника Роберта Уайта во время прямого эфира. Пара публично разрешила этот вопрос в Твиттере.
В 2020 году Big Narstie появился в треке «Catch 22» NAHLI, спродюсированном DaVinChe. Трек описывается как роскошный, вызывающе старомодный, в UK Garage стиле.

### Grime Comedy
Музыкальный блог «RansomNote» назвал Big Narstie одним из первых в жанре «грайм-комедия». В блоге говорится: «Big Narstie, вероятно, является мастером этого дела — в начале и в конце его карьеры вы можете найти тексты и биты, пропитанные печалью, сожалением и ностальгией», а затем говорится о субъективном мнении аудитории: «Тот факт, что большинство посторонних не могут отличить ярость от сатиры, говорит вам больше о публике, чем о исполнителе».

## Внемузыкальная деятельность
Вдали от музыки Big Narstie снялся в дубляжной драме ситкома Channel 4 вместе с N-Dubz и Shystie. Он также появился в качестве приглашенного гостя в фильмах «Анувахуд» и «Лондонское состояние духа». С 29 июня 2018 года он ведущий шоу The Big Narstie Show.
Big Narstie — заядлый фанат футбола и болеет за «Миллуолл» и «Манчестер Юнайтед». В 2020 году он также начал заниматься бразильским джиу-джитсу, чтобы улучшить свою физическую форму.
Он участвовал в нескольких телешоу, в том числе в «The Big Fat Quiz of the Year» в 2017 году в команде с Кэтрин Райан и снова в 2019 году, и «Would I Lie To You?» в команде Дэвида Митчелла.
Big Narstie снимает видео на YouTube, в том числе пародию на тетушку Агонию дядюшку Боль.
Big Narstie появился в 3-м эпизоде 2-го сезона «The Great British Bake Off» «The Great Stand Up to Cancer Bake Off». Он выполнил два из трёх заданий; он не участвовал в третьем задании из-за болезни; его заменила ведущая Сэнди Токсвиг.

## Личная жизнь
Big Narstie имеет ямайское происхождение. У него двое детей, одному из которых Эд Ширан приходится крёстным отцом.

## Дискография

### Студийные альбомы
| Год  | Название           |
| ---- | ------------------ |
| 2018 | BDL Bipolar (2018) |

### Мини-альбомы
| Год  | Название                  |
| ---- | ------------------------- |
| 2011 | Pain Therapy              |
| 2013 | Pain                      |
| 2013 | Don’t Fuck Up the Base    |
| 2013 | Hello High (с True Tiger) |
| 2016 | Base Society              |

### Микстейпы
| Год  | Название                       |
| ---- | ------------------------------ |
| 2005 | I’m Betta Than U Vol. 1        |
| 2006 | What’s the Story Brixton Glory |
| 2007 | Hey It’s That Fat Guy          |
| 2007 | Drugs and Chicken              |
| 2008 | Fuck a 9-5                     |
| 2008 | Fat and Proud                  |
| 2009 | The Big Man Returns            |
| 2012 | Pain Is Love                   |
| 2012 | Pain Overload                  |

## Фильмография
| Television | Television                            | Television  | Television                    |
| Год        | Название                              | Роль        | Notes                         |
| ---------- | ------------------------------------- | ----------- | ----------------------------- |
| 2015       | Восхождение пехотинца 2               | Боб         |                               |
| 2016       | Бандиты, игроки, старики              | Нано        |                               |
| 2017       | Big Fat Quiz of the Year              | Сам по себе | Гость                         |
| 2018-2022  | The Big Narstie Show                  | Сам по себе | Ведущий                       |
| 2018-2022  | Good Morning Britain                  | Сам по себе | Появление гостя на 6 эпизодах |
| 2018       | Would I Lie to You?                   | Сам по себе | 12 сезон, 4 эпизод (гость)    |
| 2018       | The Jonathan Ross Show                | Сам по себе | 13 сезон, 14 эпизод (гость)   |
| 2019       | The Great Stand Up to Cancer Bake Off | Сам по себе | 2 сезон, 3 эпизод (гость)     |
| 2019       | Big Fat Quiz of Everything            | Сам по себе | Гость                         |
| 2020       | Big Narstie's Big Adventure: Jamaica  | Сам по себе | Ведущий                       |

## Награды
- Премия Urban Music Awards 2012 Премия Urban Music Award (UMA) за лучший грайм-акт (победитель)
- Премия Urban Music Awards 2013 Urban Music Award (UMA) за лучший грайм-акт (победитель)
- Премия MOBO Awards 2014 Mobo Award за лучший грайм-акт (номинация)
- Премия Urban Music Awards 2014 Urban Music Award (UMA) за лучший грайм-акт (победитель)
- Urban Music Awards 2018 — Лучший альбом (победа)
- MVISA 2018 — Лучший телеведущий — The Big Narstie Show (победитель)
- Национальная премия в области реалити-шоу — лучшее развлекательное шоу The Big Narstie Show (победитель)
- Национальная телевизионная премия — награда Брюса Форсайта в номинации «Большое шоу Нарсти» (номинация)
- Премия Королевского телевизионного общества — за лучшее развлекательное шоу The Big Narstie Show (победа в 2020 году)
- BAFTA — Лучшее комедийное развлекательное шоу — The Big Narstie Show (номинация 2019)
- Премия Королевского телевизионного общества — за лучшее развлекательное шоу «The Big Narstie Show» (победитель 2021 года)
- BAFTA — Лучшее комедийное развлекательное шоу — The Big Narstie Show (победитель 2021 года)